# Quilty (ort i Irland)
Quilty är en ort i republiken Irland.   Den ligger i grevskapet An Clár och provinsen Munster, i den västra delen av landet, 220 km väster om huvudstaden Dublin. Quilty ligger 15 meter över havet och antalet invånare är 194.
Terrängen runt Quilty är platt. Havet är nära Quilty åt nordväst.Runt Quilty är det glesbefolkat, med 15 invånare per kvadratkilometer. Närmaste större samhälle är Kilrush, 19,8 km söder om Quilty. Trakten runt Quilty består i huvudsak av gräsmarker.